# Biserica reformată din Dobolii de Sus
Biserica reformată din Dobolii de Sus este un monument istoric aflat pe teritoriul satului Dobolii de Sus; comuna Boroșneu Mare.